# Klinglmühle
Klinglmühle ist ein Gemeindeteil der Gemeinde Waffenbrunn im Landkreis Cham des Regierungsbezirks Oberpfalz im Freistaat Bayern.

## Geografie
Klinglmühle liegt am Katzbach 5 Kilometer nördlich von Waffenbrunn an der Staatsstraße 2146 und an der Bahnstrecke Cham–Waldmünchen. Die nächsten Haltepunkte dieser Bahn befinden sich in Balbersdorf 1 Kilometer südlich und in Geigant 2,5 Kilometer nördlich von Klinglmühle. Klinglmühle schließt nördlich an Klinglhof an.

## Geschichte
Die beiden Einöden Klinglhof und Klinglmühle liegen direkt nebeneinander am Katzbach, Klinglhof südlich, Klinglmühle nördlich. Trotz dieser räumlichen Nähe gehörten die beiden Einöden jeweils verschiedenen Gemeinden und verschiedenen Pfarreien an. Klinglhof gehörte zur Gemeinde Habersdorf. Klinglmühle gehörte zur Gemeinde Obernried. Erst mit der Gebietsreform in Bayern kamen 1972 beide Einöden zur Gemeinde Waffenbrunn. Klinglhof gehörte zunächst zur Pfarrei Arnschwang, dann zur Pfarrei Dalking und schließlich zur Pfarrei Waffenbrunn. Klinglmühle dagegen gehörte von Anfang an zur Pfarrkuratie St. Laurentius Grafenkirchen.
1752 gehörte Klinglmühle zum Hinteren Amt des Gerichtes Cham. Klinglmühle hatte 1 Anwesen, das zur Hofmark Waffenbrunn gehörte.
1808 wurde die Verordnung über das allgemeine Steuerprovisorium erlassen. Mit ihr wurde das Steuerwesen in Bayern neu geordnet und es wurden Steuerdistrikte gebildet. Dabei kam Klinglmühle zum Steuerdistrikt Kolmberg. Der Steuerdistrikt Kolmberg umfasste zunächst die Orte Balbersdorf mit Klinglhof und Klinglmühle, Klessing, Kolmberg, Saisting mit Schnabelmühle. 1821 wurde die Einteilung in Steuerdistrikte überarbeitet. Dabei kam Habersdorf zum Steuerdistrikt Kolmberg.
1821 wurden im Landgericht Cham Gemeinden gebildet. Obwohl Klinglmühle und Klinglhof direkt nebeneinander lagen, kam Klinglhof zur Gemeinde Habersdorf und Klinglmühle zur Gemeinde Obernried. Zur Gemeinde Obernried gehörten die Ortschaften Darstein, Himmelberg, Himmelmühle, Klinglmühle, Kuglhof, Obernried, Sonnhof und Thonberg.
Bei der Gebietsreform in Bayern wurde 1972 die Gemeinde Obernried in die Gemeinden Waffenbrunn eingemeindet.
Klinglmühle gehört zur Pfarrkuratie St. Laurentius Grafenkirchen. 1997 hatte Klinglmühle 5 Katholiken.

## Einwohnerentwicklung ab 1838
| Jahr | Einwohner | Gebäude |
| ---- | --------- | ------- |
| 1838 | 8         | 1       |
| 1861 | 8         | 4       |
| 1871 | 10        | 5       |
| 1885 | 10        | 1       |
| 1900 | 5         | 1       |
| 1913 | 11        | 1       |

| Jahr | Einwohner | Gebäude |
| ---- | --------- | ------- |
| 1925 | 12        | 1       |
| 1950 | 10        | 2       |
| 1961 | 5         | 1       |
| 1970 | 7         | k. A.   |
| 1987 | 5         | 1       |
| 2011 | 5         | k. A.   |